# Водсворт (Невада)
Водсворт (англ. Wadsworth) — переписна місцевість (CDP) в США, в окрузі Вошо штату Невада. Населення — 991 особа (2020).

## Географія
Водсворт розташований за координатами 39°37′56″ пн. ш. 119°17′21″ зх. д. / 39.63222° пн. ш. 119.28917° зх. д. (39.632113, -119.289046).  За даними Бюро перепису населення США в 2010 році переписна місцевість мала площу 9,64 км², з яких 9,64 км² — суходіл та 0,00 км² — водойми.

## Демографія
Згідно з переписом 2010 року, у переписній місцевості мешкали 834 особи в 319 домогосподарствах у складі 201 родини. Густота населення становила 87 осіб/км².  Було 350 помешкань (36/км²).
Расовий склад населення:
| - 70,7 % — корінних американців - 24,8 % — білих - 0,6 % — вихідців з тихоокеанських островів - 0,4 % — азіатів - 0,2 % — чорних або афроамериканців - 1,7 % — осіб інших рас |

До двох чи більше рас належало 1,6 %. Частка іспаномовних становила 9,0 % від усіх жителів.
За віковим діапазоном населення розподілялося таким чином: 28,8 % — особи молодші 18 років, 58,8 % — особи у віці 18—64 років, 12,4 % — особи у віці 65 років та старші. Медіана віку мешканця становила 35,1 року. На 100 осіб жіночої статі у переписній місцевості припадало 84,5 чоловіків;  на 100 жінок у віці від 18 років та старших — 85,0 чоловіків також старших 18 років.
Середній дохід на одне домашнє господарство  становив 37 259 доларів США (медіана — 27 917), а середній дохід на одну сім'ю — 40 563 долари (медіана — 33 125). Медіана доходів становила 40 795 доларів для чоловіків та 34 286 доларів для жінок. За межею бідності перебувало 37,0 % осіб, у тому числі 58,8 % дітей у віці до 18 років та 9,0 % осіб у віці 65 років та старших.
Цивільне працевлаштоване населення становило 297 осіб. Основні галузі зайнятості: освіта, охорона здоров'я та соціальна допомога — 15,5 %, роздрібна торгівля — 14,8 %, публічна адміністрація — 11,4 %, мистецтво, розваги та відпочинок — 11,4 %.